# Você de Mim Não Sai
"Você de Mim Não Sai" é uma canção do cantor brasileiro Luan Santana, gravada para seu segundo álbum de estúdio Quando Chega a Noite (2012). Escrita e produzida por Santana, a canção foi lançada em 28 de fevereiro de 2012 pela Som Livre como o primeiro single, no lugar de "Incondicional" por ter vazado na internet. O vídeo estreou online no dia 28 de fevereiro, e foi lançada no iTunes Store do Brasil no mesmo dia.

## Antecedentes
Incondicional seria lançado como segundo single do álbum, a gravadora Som Livre havia comprado placas de publicidade no gramado do amistoso entre Brasil e Bósnia, que aconteceu no dia 18 de fevereiro em Zurique, na Suíça. As propagandas iriam divulgar o endereço de um site em que seria possível ouvir a música pela primeira vez, com um clipe gravado especialmente para o jogo da seleção. Nas placas haveria também um endereço de um site no qual a música poderá ser baixada gratuitamente. Um dia antes do lançamento a faixa vazou na internet, e a gravadora Som Livre juntamente com o cantor começaram a gravar o vídeo musical da canção Você de Mim Não Sai, para ser lançada no lugar de Incondicional. Contudo a faixa vazou na internet uma hora antes do lançamento.

## Videoclipe

### Desenvolvimento
Em 24 de fevereiro o Multishow teve acesso a uma imagem do clipe que mostrava Luan sobre um automóvel.
Em 26 de fevereiro de 2012, Luan anunciou através do seu twitter que o vídeo iria ao ar durante o jogo da Seleção Brasileira no dia 28 de fevereiro. O videoclipe da canção estreou online durante o jogo entre a Seleção Brasileira de Futebol contra a Seleção Bósnia de Futebol no dia 28 de fevereiro de 2012. O vídeo apresenta cenas do sertanejo em um carro numa floresta, que remete ao filme “Crepúsculo”, e imagens retiradas de um de seus shows. O clipe também traz a letra da música, ferramenta esta que facilita a memorização por parte dos fãs do cantor.

### Sinopse

Uma imagem de Luan Santana diante de um mustang.

O vídeo começa com Luan andando no meio de uma floresta com bastantes árvores iluminadas pela forte luz do sol, parecida com a do filme Crepúsculo, vestido com uma calça preta e um casaco marron sobre uma camisa cinza parecido com o visual do ator Edward Cullen. Luan olha para os lados olhando a paisagem sentado sobre o carro, em seguida entra no carro e a cena do partido são inter cortadas pelo farol do carro, e aparece cenas da letra da música para facilitar a decorar a música, sendo escritas no mar, em telas de ferro, no céu, em árvores e porteiras de uma casa velha. Ele então fica fazendo pose de coitadinho olhando para baixo pensando sobre o seu passado, como se estivesse sofrendo por amor. Em seguida mostra Luan dirigindo-se a entrada de um show em seguida aparece cantando junto com a plateia, durante um show realizado em novembro de 2011, mostrando suas fãs com cartazes escritos inúmeras frases demostrando o amor delas pelo seu ídolo. Ao final do vídeo Luan anda em direção do carro, para em frente a ele e fica pensando, imagem novamente parecido com o visual a do ator Edward Cullen.

## Curiosidade
Aos dois segundos do clipe, se você colocar a caixa de som no volume máximo, é possível se ouvir uma garota falando "nossa".

### Recepção
Para Odair Braz do portal R7 o vídeo traz uma inovação para o Brasil mostrando a letra da música no vídeo, que já é usado em clipes internacionais como All of the Lights de Kanye West com Rihanna. No vídeo ele não surge cantando e só fica fazendo pose de coitadinho. Olha para o nada, para baixo e faz aquelas caras de quem está sofrendo por amor.  A coisa só dá uma decolada quando aparecem um pouco os fãs do sertanejo num de seus shows. Mas é bem rápido e logo voltamos para o sofredor.

## Desempenho nas tabelas musicais

### Posições
| Tabela musical (2012)           | Melhor posição |
| ------------------------------- | -------------- |
| Brasil (Brasil Hot 100 Airplay) | 20             |